# 507国道
507国道（或“国道507线”、“G507线”），也称长海—长兴岛公路，是在中国的一条国道，起点为 辽宁省大连市长兴岛经济技术开发区，终点为辽宁省大连市长海县的国道，途经瓦房店，502国道为《国家公路网规划》普通国道网182条联络线的第7条。